# Сэм, Шери
Шери Линетта Сэм (англ. Sheri Lynette Sam; род. 5 мая 1974 года, Лафейетт, штат Луизиана, США) — американская профессиональная баскетболистка, выступала в женской национальной баскетбольной ассоциации. Была выбрана на драфте ВНБА 1999 года во втором раунде под общим двадцатым номером клубом «Орландо Миракл». Играла на позиции лёгкого форварда и атакующего защитника. После завершения спортивной карьеры перешла на должность ассистента главного тренера студенческой команды «Истерн Иллинойс Пантерс».

## Ранние годы
Шери Сэм родилась 5 мая 1974 года в городе Лафейетт (штат Луизиана), у неё есть семь старших братьев и сестёр, училась же она в соседнем городе Скотт в средней школе Акадиана, в которой выступала за местную баскетбольную команду.